# Onur Kıvrak
Onur Recep Kıvrak (Alaşehir, 1 de enero de 1988) es un exfutbolista turco. Jugaba de portero y fue profesional entre 2004 y enero de 2019.

## Trayectoria
Inició su carrera deportiva en 2004 con el Karşıyaka S. K. En enero de 2008 fichó por el Trabzonspor y allí se mantuvo hasta el 7 de enero de 2019, cuando rescindió su contrato con el club. Unos días más tarde anunció su retirada como futbolista profesional.

## Selección nacional
Tras haber representado a Turquía en categorías inferiores, el 26 de mayo de 2010 hizo su debut con la absoluta en un amistoso ante Irlanda del Norte. Fue parte del equipo turco que participó en la Eurocopa 2016.

### Participaciones en Eurocopas
| Copa          | Sede    | Resultado    | Partidos | Goles |
| ------------- | ------- | ------------ | -------- | ----- |
| Eurocopa 2016 | Francia | Primera fase | 0        | 0     |

## Clubes
| Club            | País    | Año       |
| --------------- | ------- | --------- |
| Karşıyaka S. K. | Turquía | 2004-2008 |
| Trabzonspor     | Turquía | 2008-2019 |

## Palmarés

### Títulos nacionales
| Título               | Club        | País    | Año  |
| -------------------- | ----------- | ------- | ---- |
| Copa de Turquía      | Trabzonspor | Turquía | 2010 |
| Supercopa de Turquía | Trabzonspor | Turquía | 2010 |